# جون والتون (لاعب دارت)
جون والتون (بالإنجليزية: John Walton)‏ هو لاعب دارت بريطاني، ولد في 10 نوفمبر 1961 في برادفورد في المملكة المتحدة.

## وصلات خارجية
- جون والتون على موقع DartsDatabase.co.uk (الإنجليزية)